# جيمس مكينون
جيمس مكينون (بالإنجليزية: James McKinnon)‏ هو عالم موسيقى أمريكي، ولد في 7 أبريل 1932، وتوفي في 23 فبراير 1999.